# Lipenja
Lipenja est une localité du Cameroun, située dans l'arrondissement d'Ekondo-Titi, le département du Ndian et la Région du Sud-Ouest.
Le village est entouré de denses forêts, une richesse qui pourrait être partagée par les habitants, qui y font des cultures alimenaires, et par des entreprises désirant y cultiver l'huile de palme à grande échelle.

## Population
Lors du recensement national de 2005, Lipenja comptait 2 579 habitants.